# 좌석버스

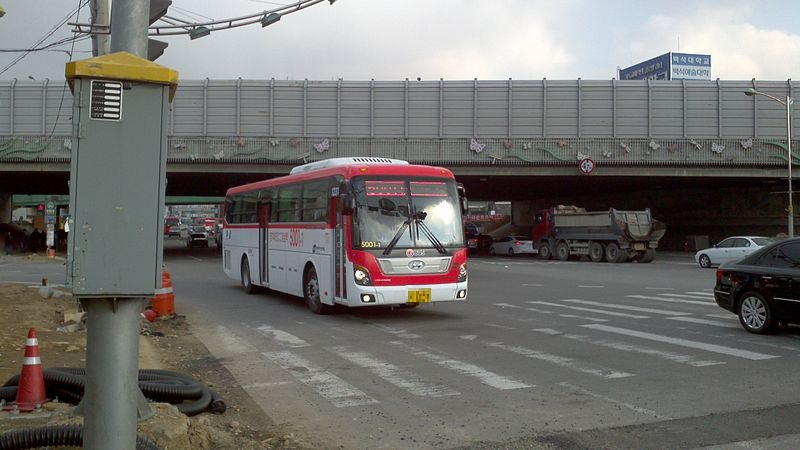
경기도 용인시의 직행좌석버스

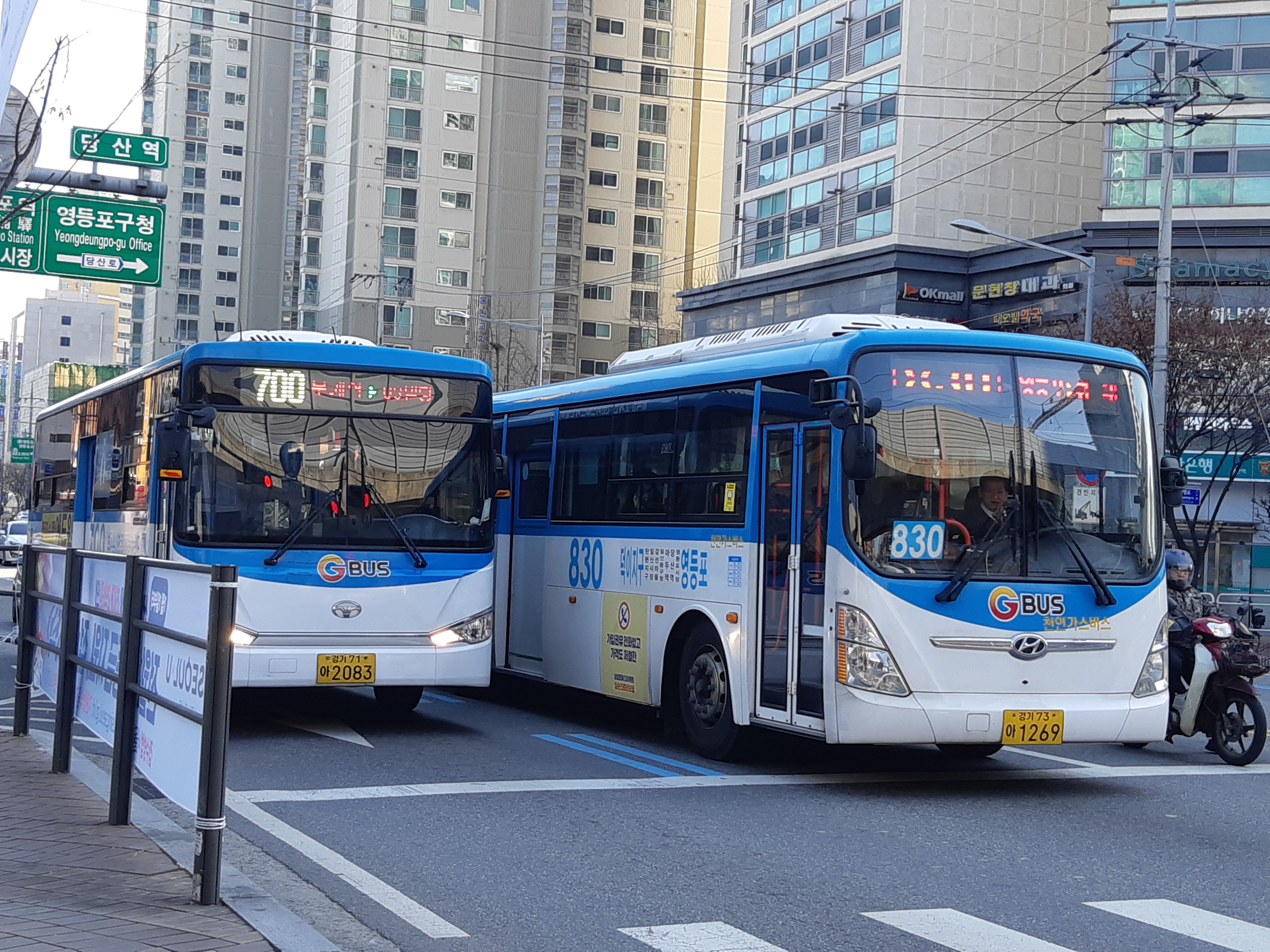
경기도 부천시와 고양시의 일반좌석버스

좌석버스는 도시형버스에 2인용의 머리 받침 부분이 높은 시트를 장착하여 운행하는 버스의 일종이다.

## 서울특별시
서울 외곽 지역 위성 도시를 연결하는 광역버스와 공항버스가 이러한 기능을 담당하고 있다.

## 부산광역시
붉은색의 도색으로 칠해진 버스가 좌석버스로 1000번대의 급행버스도 이러한 기능을 담당한다. 2009년부터 차량 길이가 길고 서스펜션이 고급으로 들어간 고급좌석형으로 대체되고 있다. 금정산성을 운행하는 203번은 유일하게 중형노선이다.

## 인천광역시
일반좌석버스, 급행간선버스(90번대 계열), 시외좌석버스, 광역버스, 공항버스 등 4종류로 나뉜다.

## 대구광역시
급행버스가 이러한 기능을 담당한다. 붉은색 도색 차량이다.

## 광주광역시
공항좌석버스로 1000번이 운행하고 있으며, 2015년 6월 3일부터 조선대학교에서 광주역, 유스퀘어, 광주광역시청, 광주송정역 등을 거쳐 도산동 간 직행좌석버스 투입과 동시에 좌석버스제도를 다시 추진하고 있다. 도색은 현행 급행도색과 동일하다. 요금은 1800원이며 학생할인이 된다. 향후 나주 혁신도시 간 연장될 예정이다. 잔여좌석표시기가 부착되어 있기 때문에 빈 자리를 확인하면서 타는 것이 좋다. 간혹 차량정비로 인해 감차운행에 들어가니 배차간격이 맞지 않는데 그 이유는 예비차가 없기 때문이다.

## 울산광역시
적/청의 혼합 도색으로 칠해진 버스가 좌석버스로 그 중 1127번과 1137번은 광역버스의 역할을 담당한다. 5000번대의 급행버스도 이러한 기능을 담당한다.

## 대전광역시
2008년 대개편을 통해 시내일반(간선, 지선)과 요금이 동일하다. 차량 내구연한 9년을 넘기면 대부분 저상버스로 교체되다가 2017년 금남교통을 마지막으로 좌석버스 전 차량이 교체되었다.
간선급행버스 B1번 차종으로 현대 유니버스가 운행되며, 202번과 교차운행하는 계룡시 차적의 2002번 버스도 현대 유니버스로 운행되며, 예비차량에 일반좌석버스가 운행되고 있다.

## 경기도
푸른색 도색으로 칠해진 버스가 일반좌석버스이고, 붉은색으로 칠해진 버스가 직행좌석버스이다. 일반좌석버스의 경우 도시형 차종으로 운행하는 혹은 일부 고급형 차량으로 운행한다. 직행좌석버스의 경우 고양시의 1001번과 파주시 일부를 제외한 나머지 직행좌석버스는 고급형 차량으로 운행한다.

## 경상남도

### 창원시
일반좌석버스가 이러한 기능을 담당하며, 그 중 800번, 801번, 860번 등이 급행버스의 역할을 담당하고 있다. 다른 명칭으로는 간선좌석버스라고 한다.

### 양산시
시계외 노선으로는 양산신도시와 부산광역시 명륜동을 잇는 1100번, 1200번, 1300번, 1500번, 부산광역시 노포동과 울산광역시를 잇는 2100번, 2300번, 고속철도 울산역과 양산신도시를 잇는 3000번, 고속철도 울산역과 웅상을 잇는 3100번 등이 있으며, 시내 노선으로는 양산역과 배내골을 이어주는 1000번이 있다.

### 거제시
부산 하단교차로와 거제연초 노선을 잇는 2000번이 직행좌석 역할을 한다.

### 김해시
김해 상동 여차마을에서 부산구포시장을 노선을 잇는 73번, 김해선암동에서 창원대학교를 잇는 97번, 98번, 김해롯데아울렛에서 부산하단지하철역을 잇는 220번 노선 등이 있다.

## 전라남도

### 목포시
2007년 3월 1일 개편시 기존의 광주 좌석버스 구도색(주황색)을 적용하였다. 일반좌석버스가 이러한 기능을 담당하며, 주로 시계외 구간을 운행한다. 다만 시계외 구간요금이 없다(물론 학생할인도 없음). 2007년 3월 1일 개편시 다른 명칭으로는 외곽연계버스라는 명칭을 쓴다.
노선은 200번, 300(A), 500번, 800번, 900번(A), 1000번 등이 있다.

### 여수시
주로 돌산읍 방면의 113번과 114번이 있다. 2016년 8월부터 요금을 인하하였다.

### 고흥군
2019년 1월 1일부터 고흥 ~ 나로도 간 직행좌석버스가 운행하였다. 요금은 2000원이다.

## 충청남도

### 계룡시
대전역과 계룡시를 왕복하는 경익버스 2002번 노선이 고급좌석에 해당한다. 48번 노선은 대전 외곽버스에서 이관된 후 일반좌석형 차량으로 바뀌었다.

### 서산시
서령버스에서 좌석버스를 운영하고 있다.

### 태안군
태안여객의 태안읍 ~ 안면읍과 서산터미널 ~ 태안여고 좌석버스 노선이 있다.

## 충청북도

### 청주시
증평 방향 105번, 105-1번, 대전 신탄진 방향  407번, 조치원 방향 502번 등이 해당한다.